# ワォーターズ璃海ジュミル
ワォーターズ 璃海ジュミル（ワォーターズ りかいジュミル、英語: RikaiJyumile Waters、2005年10月14日 - ）は、アメリカ合衆国バージニア州生まれ、沖縄県育ちのプロ野球選手（内野手）。右投右打。東北楽天ゴールデンイーグルス所属。

## 経歴

### プロ入り前
アメリカ合衆国バージニア州にて、アメリカ人の父と日本人の母の間に生まれる。2歳の時に日本の沖縄県へ引っ越した。
小学校では捕手、中学校では外野手としてプレーしていた。
日本ウェルネス沖縄高等学校に進学後、本格的に遊撃手へ挑戦。1年秋からレギュラーを務め、1番打者に定着した。3年春の沖縄大会では同校初となる優勝を果たした。同年夏は沖縄大会決勝で沖縄尚学に敗れ、3年間で甲子園大会出場はなかった。
2023年10月26日に開催されたドラフト会議にて、東北楽天ゴールデンイーグルスから4位指名を受け、11月13日に契約金3500万円、年俸550万円で入団に合意した（金額は推定）。背番号は60。登録名はミドルネームとファーストネームを繋げたワォーターズ 璃海ジュミルとなった。

### 楽天時代
2024年、1月10日からの新人合同自主トレで別メニュー調整を続けていたが、1月25日、千葉県内の病院で左膝離断性骨軟骨炎に対する鏡視下自家骨軟骨柱移植術を受けたこと、復帰には6 - 8か月かかることが発表された。

## 選手としての特徴
高い身体能力を誇る内野手。俊足を活かした走塁と守備広範の広さ、強肩かつ正確な送球が魅力。

## 詳細情報

### 背番号
- 60（2024年 - ）